# Chế độ quân chủ Iran
Chế độ quân chủ Iran có thể là:
- Trước thời kỳ Hồi giáo:
  - 2700–519 TCN Đế quốc Elamite
  - 715–549 TCN Đế quốc Median
  - 558–330 TCN Đế quốc Achaemenid
  - 247 TCN - 224 Đế quốc Parthia
  - 224–651 Đế chế Sassanian
- Thời kỳ Hồi giáo:
  - 651–1785 các triều đại Hồi giáo Iran thời Trung đại
  - 1785-1925 Triều đại Qajar
  - 1925–1979 Triều đại Pahlavi